# ليفنو (البوسنة والهرسك)
ليفنو هي مدينة وبلدية في غرب البوسنة والهرسك. وهي جزء من كانتون 10 لاتحاد البوسنة والهرسك. تقع على نهر بيستريكا في الحافة الجنوبية الشرقية من حقل ليفنو عند سفح جبل كروغ هي مركز كانتون 10 وهي أيضا العاصمة الاقتصادية والثقافية للإقليم.

## التاريخ
بعد الغزو الروماني للمنطقة، كانت جزءا من مقاطعة دالماتيا. خلال العشرينات من القرن الأول الميلادي، بنيت الحكومة الرومانية طريقا يربط سالونا، وهي مدينة على الساحل مع سيرفيتيوم، وهي مدينة تقع في الأراضي المنخفضة المحيطة بها. وممرها يمر عبر حقل ليفنو حيث تم إنشاء محطتين للطرق. كانت محطة بيلفا تقع في منطقة قرية ليستاني وفي منطقة محطة ليفنو كان مقرها باريدو.

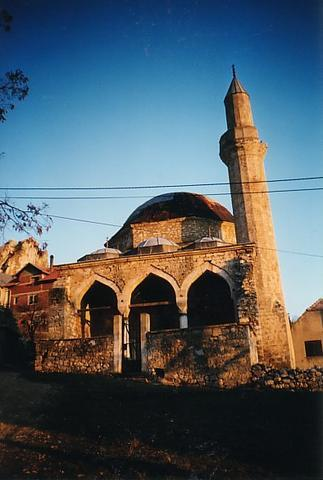

شهدت بداية القرن 15 فتح الإمبراطورية العثمانية للبوسنة
في سنة 1878 احتلت ليفنو من قبل الإمبراطورية النمساوية المجرية. ومنذ عام 1918 كانت جزءا من مملكة الصرب والكروات والسلوفينيين. وفي عام 1929، أعيدت تسمية المملكة إلى مملكة يوغسلافيا، وقسمت إلى تسع مناطق . تم تقسيم ليفنو إلى بانوفينا الساحلية، مع مركزها في مدينة سبليت. جلب هذا التقسيم ليفنو سياسيا أقرب إلى كرواتيا.
بعد إتفاقية دايتون للسلام أصبحت ليفنو جزء من اتحاد البوسنة والهرسك.

## جغرافيا
تبلغ مساحة البلدية 994 كيلومترا مربعا (384 ميلا مربعا). ليفنو هي المركز الثقافي والصناعي للكانتون. وهي أكبر مدينة في الكانتون وتقع على ارتفاع 730 متر فوق سطح البحر. يتدفق نهر بيستريكا عبر المدينة مساحته تقريبا 3 كم (1.9 ميل)، مما يعني أنه نهر صغير جدا. يقع ليفنو أيضا في حقل ليفانجيسكو الذي هو أكبر حقل في البلاد كلها. و يقع الميدان بين جبال دينارا وكاميسنيكا في الجنوب، مساحة حقل ليفانجسكو هو 405 كم 2 (156 ميل مربع)، مما يجعلها تقريبا نصف بلدية ليفنو.

### المناخ
ليفنو لديها مناخ قاري مستقر مع شتاء بارد وصيف حار. ليفنو تقع بين جبال مثل سينكار وكامسنيكا التي تجعل المناخ أكثر قارية من المناخ في موستار فالشتاء في ذلك الجزء من البلاد ليس باردا كما هو الحال في ليفنو.